# Maximiano Barboza Llamas
Maximiano Barboza Llamas (26 de julio de 1960) es un ganadero, agricultur y político mexicano, miembro actual del partido Movimiento Regeneración Nacional (Morena). Ha sido en dos ocasiones diputado federal e integrante de la organización «El Barzón».

## Biografía
Tiene estudios máximos de preparatoria y un curso de Prácticas Agrícolas internacionales por el Instituto Científico Weinmar de Israel. Fue inicialmente militante del Partido Revolucionario Institucional (PRI) y luego del Partido de la Revolución Democrática (PRD). Se ha dedicado a la ganadería y agricultura en el municipio de Casimiro Castillo, Jalisco y ha sido presidente de la Unión Ganadera Regional de la Costa de Jalisco, desde 1984 ha sido productor y exportador productos como caña de azúcar, sandía, melón, sorgo, maíz, frijol y jitomate.
De 1981 a 1987 fue socio propietario de la Compañía Amigo Mex, de 1986 a 1989 fue presidente de la Asociación de Agricultores de Casimiro Castillo, de 1986 a 1992 presidente del Consejo de Vigilancia de la Unión Agrícola Regional de Jalisco, de 1987 a 1990 presidente de la Asociación de la Pequeña Propiedad de Casimiro Castillo, de 1987 a 1991 presidente del Comité de Comercialización en México y Estados Unidos de la Unión Agrícola Regional, de 1989 a 1990 secretario General de los productores de sandía de la Confederación Nacional de Productores de Hortalizas, de 1989 a 1993 secretario de la Federación Estatal de la Pequeña Propiedad de Jalisco, de 1992 a 1995 presidente de la Asociación de Agricultores Productores de Caña de Azúcar de la Costa de Jalisco, y 1995 a 1998 presidente del Consejo de Vigilancia de la Confederación Nacional de Productores de Hortalizas.
De 1993 a 1997 fue fundador y presidente de la Confederación Nacional de Productores Agropecuarios de El Barzón. En 1997 fue postulado por el PRD y elegido por primera ocasión diputado federal por el principio de representación proporcional a la LVII Legislatura que concluyó en 2000. En esta legislatura fue secretario de las comisiones de Comercio; y, de Agricultura; e integrante de las comisiones de Ganadería; y, de Hacienda y Crédito Público. Inicialmente integrante del grupo parlamentario del PRD, renunció a dicho partido el 19 de agosto de 1998 convirtiéndose en diputado independiente, y el 16 de diciembre del mismo año se incorporó a la bancada del Partido del Trabajo (PT).
En 2021 fue elegido por segunda ocasión diputado federal, en esta ocasión postulado por Morena y por el mismo principio de representación proporcional. Ejerció el cargo en la LXV Legislatura de 2021 a 2024, en ella fue secretario de la comisión de Ganadería; y ha sido integrante de las comisiones de Desarrollo y Conservación Rural, Agrícola y Autosuficiencia Alimentaria; de Relaciones Exteriores; de Cambio Climático y Sostenibilidad; y, de Economía, Comercio y Competitividad.